# Iglesia de Nuestra Señora del Sagrado Corazón (Valencia)

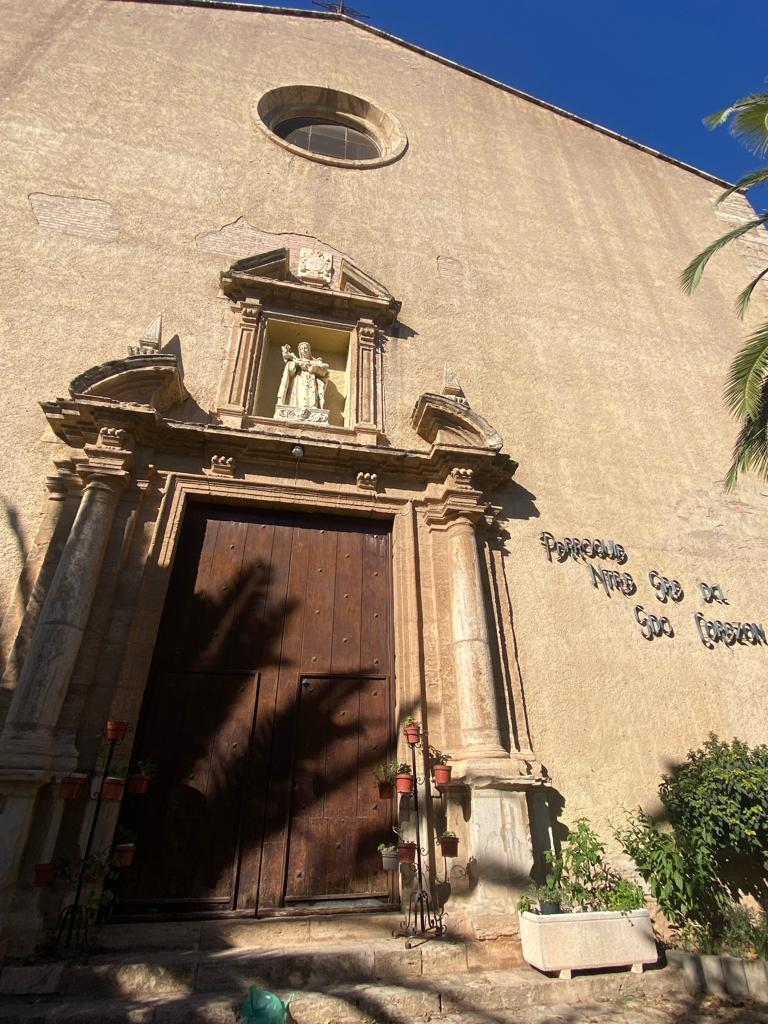
Iglesia de Nuestra Señora del Sagrado Corazó

La iglesia parroquial de Nuestra Señora del Sagrado Corazón, también previamente denominada Iglesia de Santa Catalina de Siena, de Valencia, es un templo católico situado en el barrio de Orriols, declarado genéricamente como Bien de relevancia local por la Generalidad Valenciana.

## El convento
El convento nació gracias a Nicolasa Calatayud, Leonor García y Juana Pons, pertenecientes a la tercera Orden Seglar de Predicadores, a las que más tarde se les añadiría Sor Eulalia Fortuny. La solicitud se envió a Gaspar Fayol, Padre Vicario General de los Dominicos de Aragón. Así pues, el 23 de enero de 1491 las Beatas se instalaron en unas casas provisionales situadas en los terrenos del antiguo cementerio  ya clausurado, que se localizaba junto a la puerta de la muralla de la ciudad, la llamada puerta de Los Judíos. De esta forma, el convento surgió con un fervor absoluto, de hecho, el rey Fernando el Católico cedió los primeros terrenos y la ciudad de Valencia donó una plaza para ampliar el espacio a construir.

## Historia arquitectónica

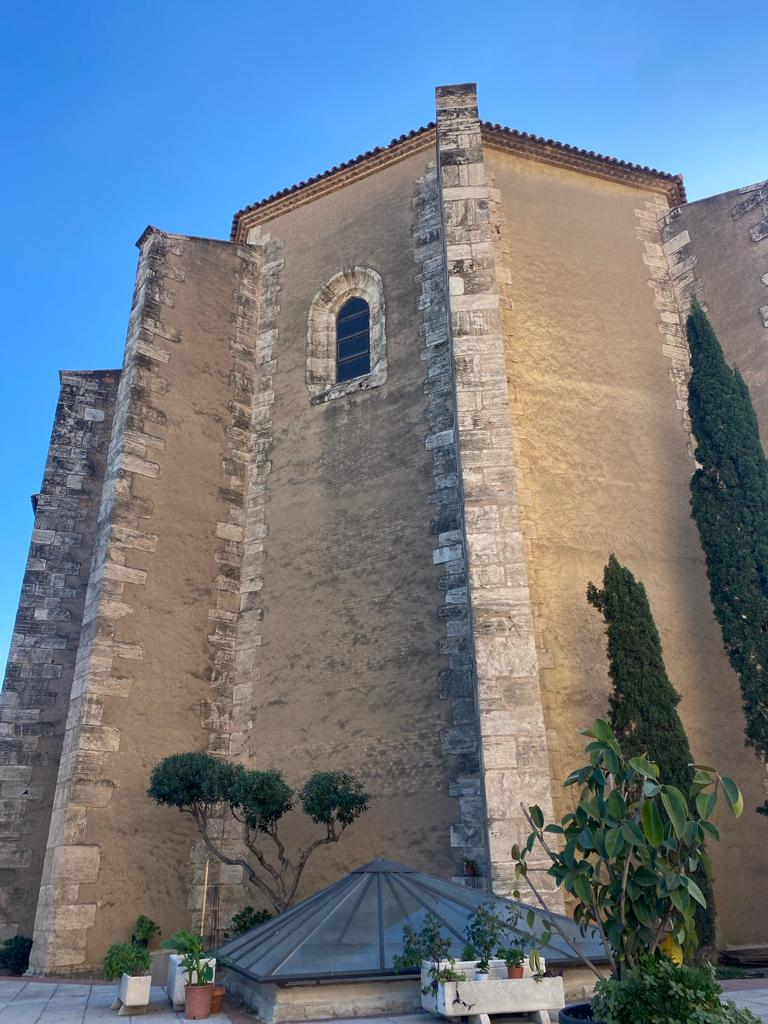
Iglesia de Nuestra Señora del Sagrado Corazón

La iglesia formaba parte de un conjunto más grande en el que colindaba un convento de monjas dominicas. Se situaba en la calle Pintor Sorolla, en la manzana donde más tarde se alzaría el primer edificio de El Corte Inglés en la ciudad de Valencia.
Fue necesaria la demolición del conjunto para la construcción del centro comercial, no obstante, tras diversas querellas, se pudo conservar la Iglesia de Santa Catalina. De tal modo, en 1970 la iglesia fue desmontada y desplazada a su nuevo emplazamiento, el barrio de Orriols. No obstante, las paredes, construidas mediante la técnica del tapial, no pudieron desmontarse, lo que complicó su transporte.
Las obras del convento original se extendieron hasta las primeras décadas del siglo XVI. Centrándonos en el elemento neurálgico, la iglesia comenzó su construcción a finales de 1510, y fue consagrada el 4 de febrero de 1543 por el arzobispo de Fez, Francisco Mexia. El edificio sufrió diversas renovaciones internas, como la de 1675, que se centró en la decoración, cubriendo de estuco con motivos florales el edificio. No obstante, éstos no han llegado a nuestros días.
El estilo arquitectónico del edificio es el gótico tardío, predominante en los primeros años del Renacimiento valenciano. En su perímetro exterior se observa una tapia que rodea sus cuatro lados. Asimismo, poseía una capilla central acompañada de dos laterales. En cuanto al ábside, este tenía una fisonomía poligonal, mientras que a los pies se erigía un campanario de planta cuadrada. A destacar el coro, de vital importancia dada la naturaleza de esta comunidad de clausura dedicada al culto. También, en cuanto al convento, este estaba anexado a la iglesia, de hecho, era de los más imponentes y grandes en toda la ciudad de Valencia, caracterizado por la presencia de dos magnos claustros.

### La reedificación
La reedificación comenzó en 1971, cuando la Comisión Permanente del Ayuntamiento de Valencia autorizó la reconstrucción de la iglesia. El proceso duró cuatro años, culminando en 1975, fecha de la consagración del edificio. Asimismo, cabe señalar que en este proyecto participaron figuras como el arquitecto español Alejandro Ferrant Vázquez o el aparejador Francisco Mira Bas.
Como se ha dicho previamente, se optó por reutilizar los elementos arquitectónicos originales tanto de la iglesia como del convento destruido. Sin embargo, muchos de los elementos fueron cambiados de sitio o eliminados durante el proceso. Es relevante señalar que las paredes tuvieron que ser reconstruidas en ladrillo de nuevo, ya que el tapial no aguantó las labores de traslado. Como resultado, la planta del edificio no guarda una relación fidedigna con su estructura primigenia.